# Mesotritia glabrata
Mesotritia glabrata är en kvalsterart som först beskrevs av Thomas Say 1821.  Mesotritia glabrata ingår i släktet Mesotritia och familjen Oribotritiidae. Inga underarter finns listade i Catalogue of Life.